# Puebla de Alcocer (kommun)
Puebla de Alcocer är en kommun i Spanien.   Den ligger i provinsen Provincia de Badajoz och regionen Extremadura, i den centrala delen av landet, 200 km sydväst om huvudstaden Madrid. Antalet invånare är 1 278.